# Dipcadi
Dipcadi ist eine Pflanzengattung in der Familie der Spargelgewächse (Asparagaceae).

## Beschreibung

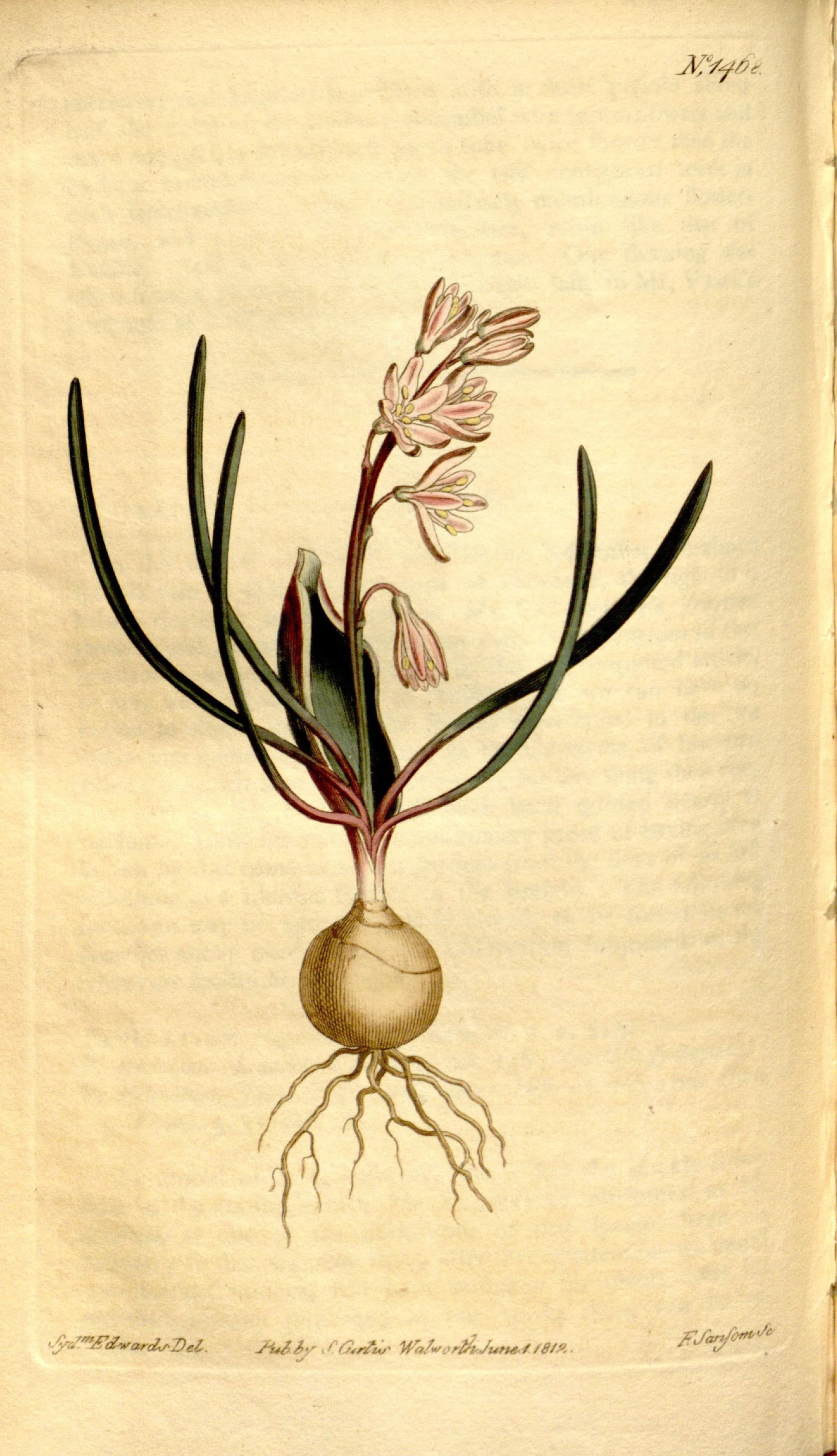
Illustration aus Curtis's Botanical Magazine, Tafel 1468 von Dipcadi brevifolium

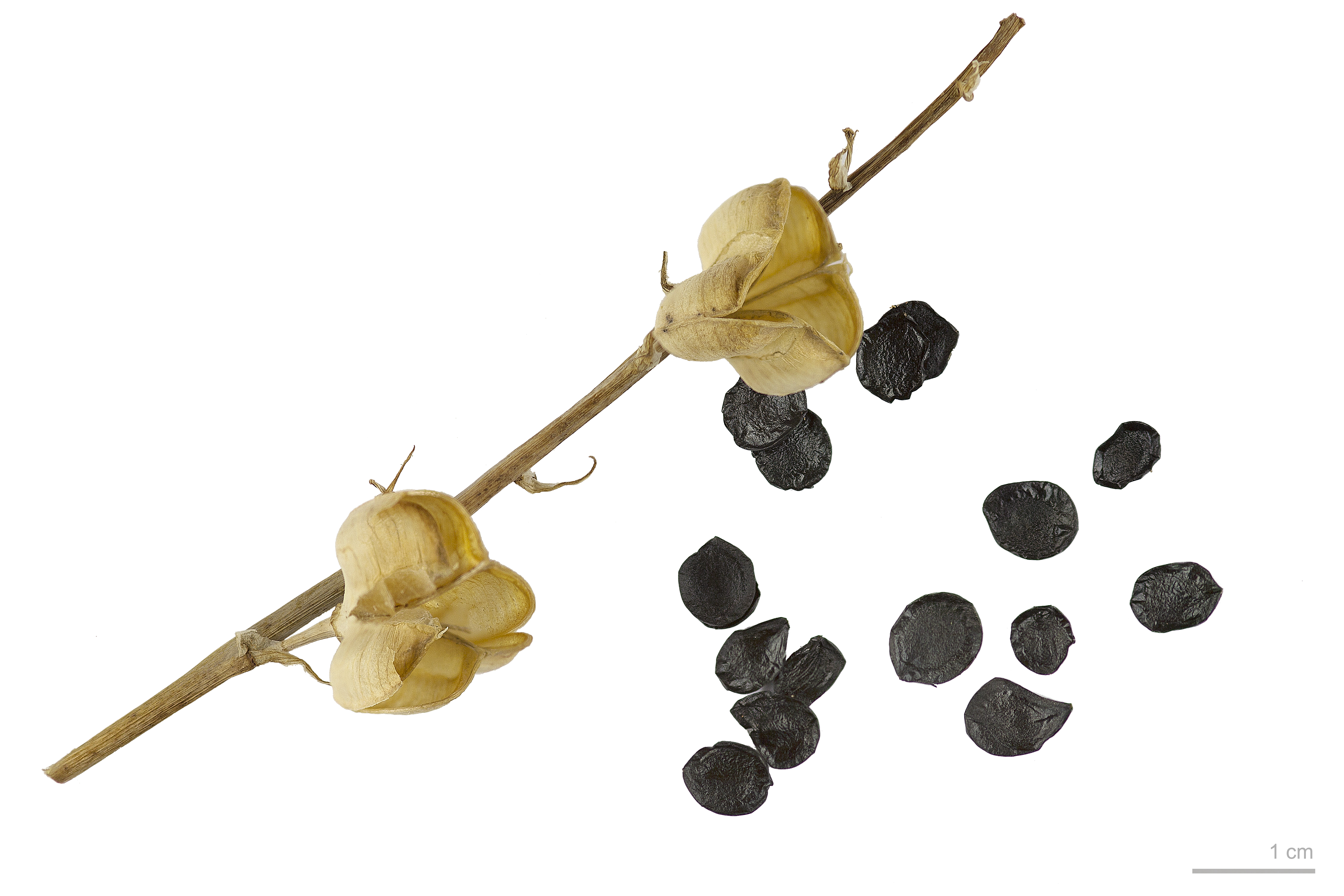
Kapselfrüchte und Samen von Dipcadi serotinum

### Vegetative Merkmale
Die Dipcadi-Arten sind ausdauernde krautige Pflanzen. Als Überdauerungsorgane bilden sie unterirdischen Zwiebeln, die papierige oder leicht fleischige Zwiebelschuppen besitzen. Die gleichzeitig mit oder nach den Blüten erscheinenden Laubblättern sind linealisch bis bandförmig und selten etwas sukkulent.

### Generative Merkmale
Auf einem relativ langen Blütenstandsschaft befindet sich ein lockerer, ähriger Blütenstand.
Die zwittrigen Blüten sind dreizählig. Die Blütenhülle ist weiß, grünlich, gelblich oder bräunlich und häufig glauk. Ihre in zwei deutlich verschiedenen Kreisen angeordneten Perigonblätter sind an ihrer Basis miteinander verwachsen und bilden eine Röhre. Die äußeren, ausgebreitet-aufsteigenden Perigonblätter tragen ein fadenförmiges bis kräftig kegelförmiges Anhängsel. Die inneren, an ihren Spitzen aufsteigenden oder ausgebreiteten Perigonblätter setzen die Perigonröhre fort. Die Staubfäden sind an ihrer Basis mit der Perigonröhre verwachsen. Der sitzende Fruchtknoten enthält zahlreiche Samenanlagen.
Die Kapselfrüchte sind „membranartig“. Die abgeflachten Samen sind geflügelt.

## Systematik und Verbreitung

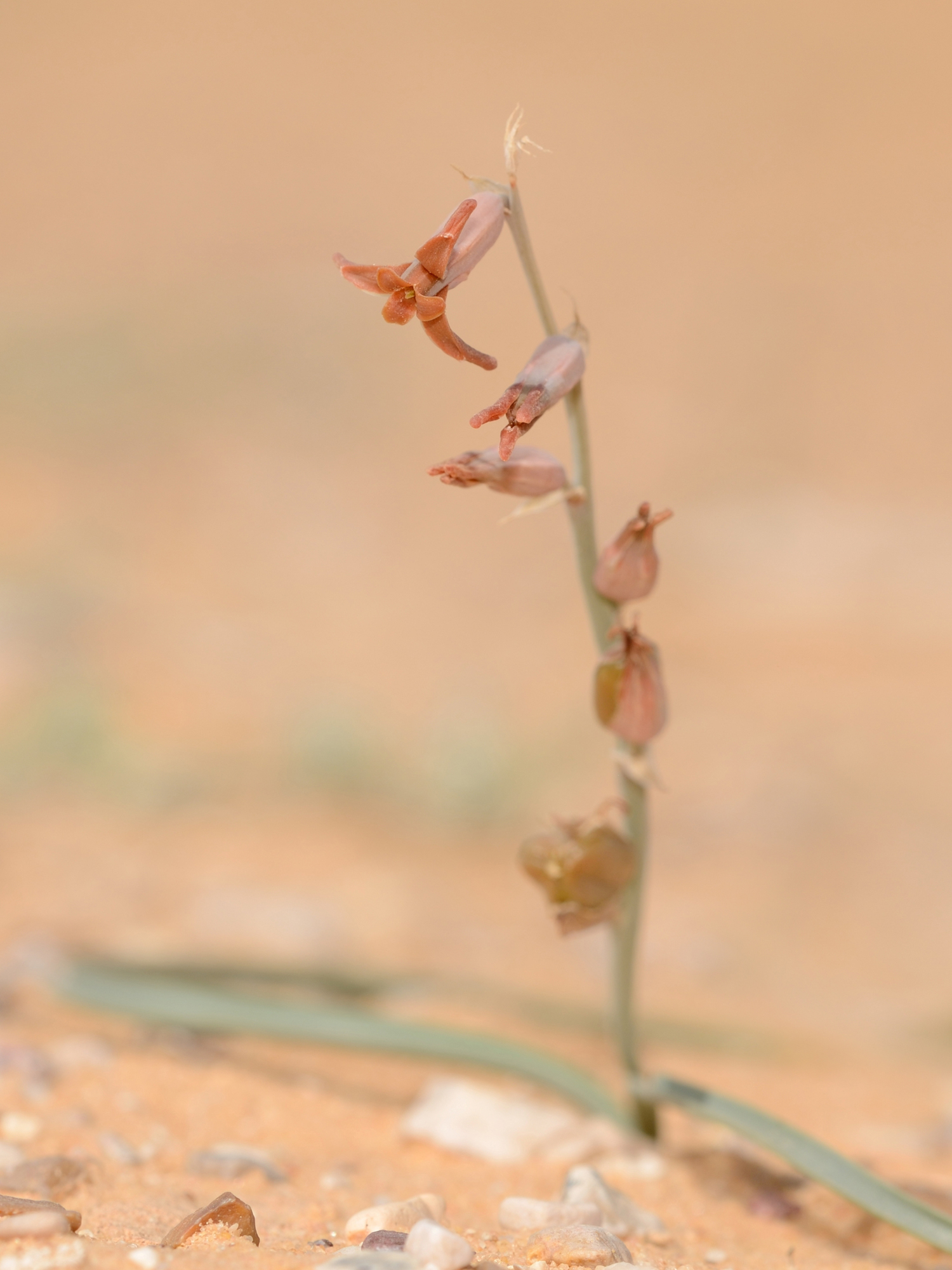
Dipcadi erythraeum

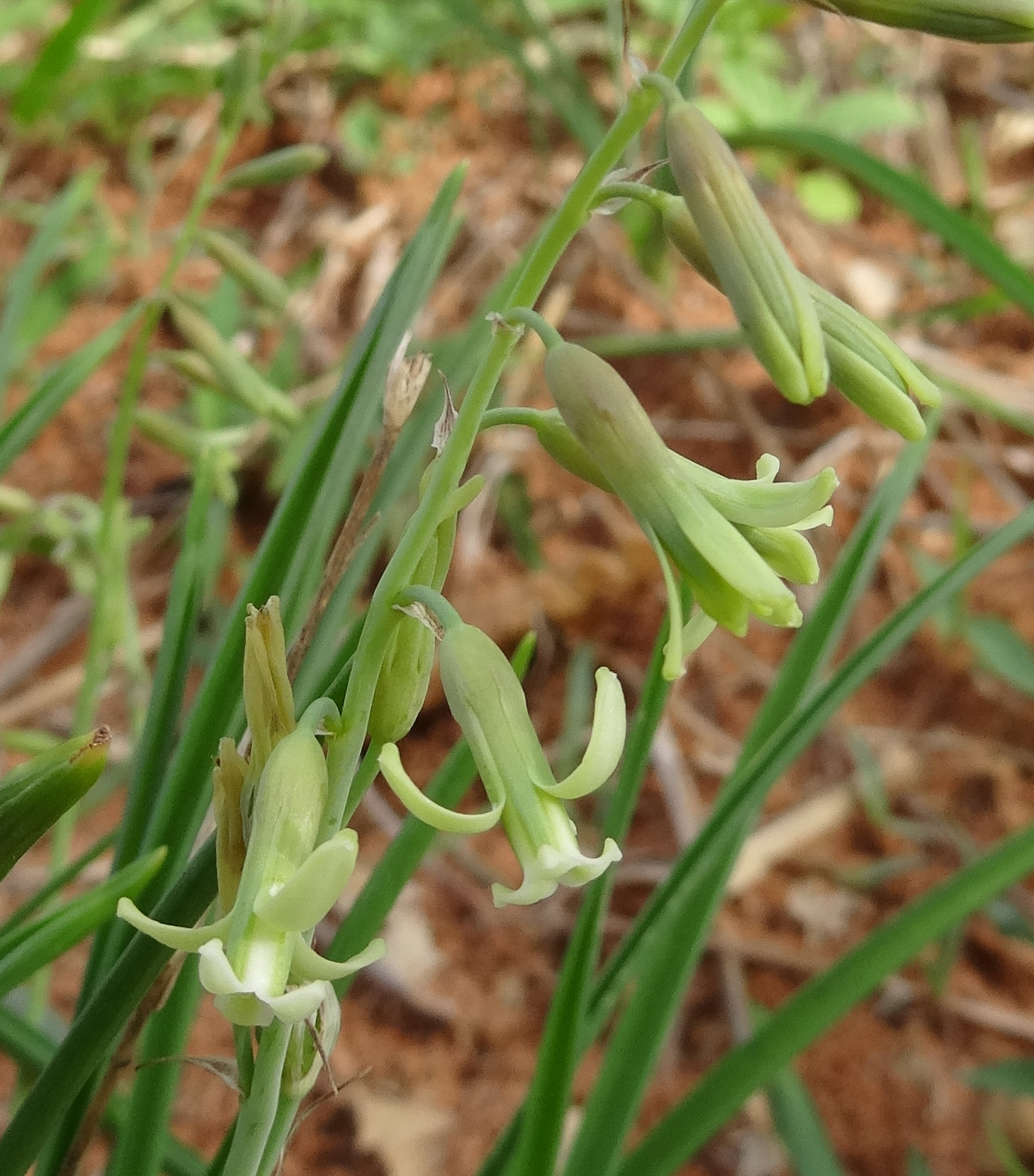
Blütenstand von Dipcadi longifolium

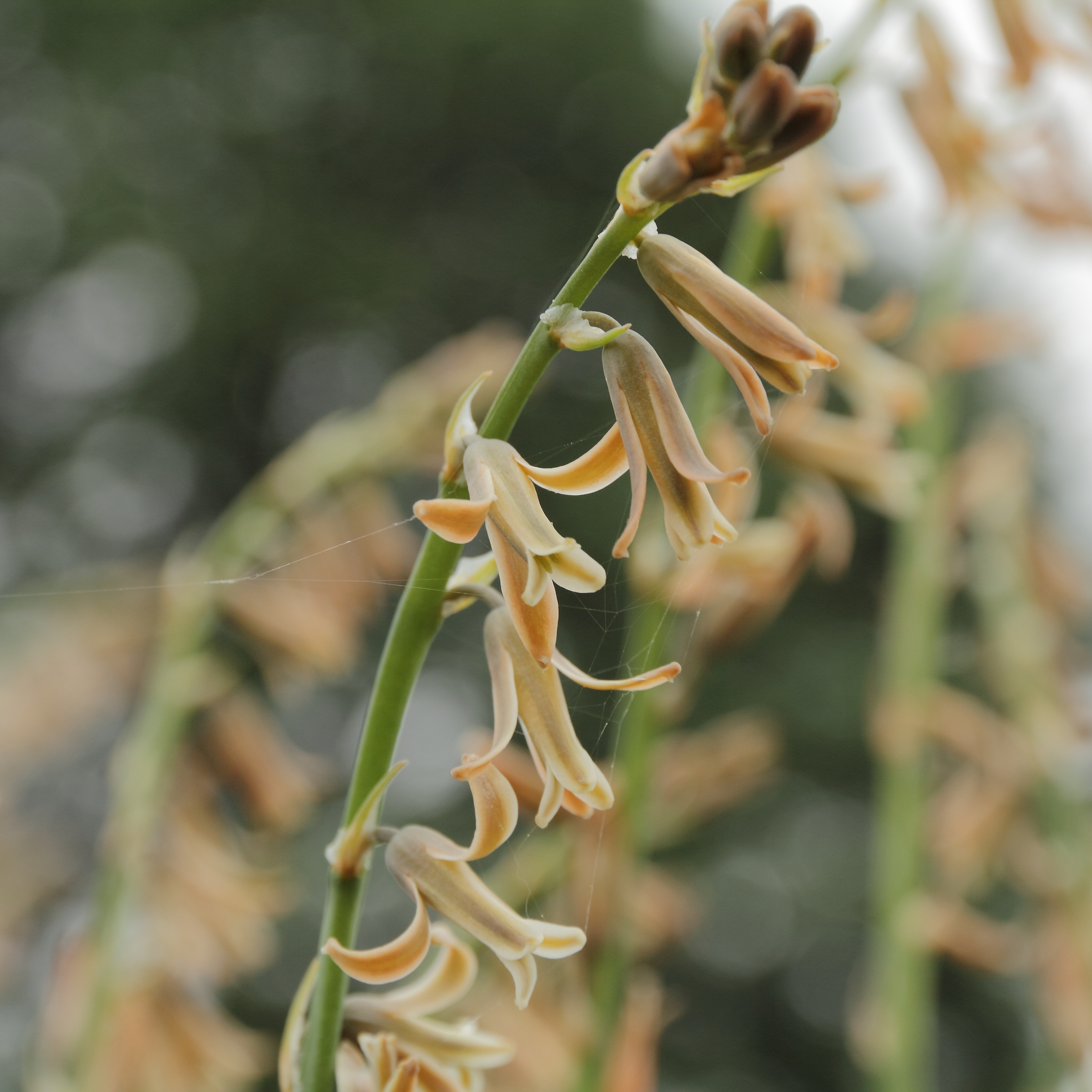
Blütenstand des Schweifblatt (Dipcadi serotinum)

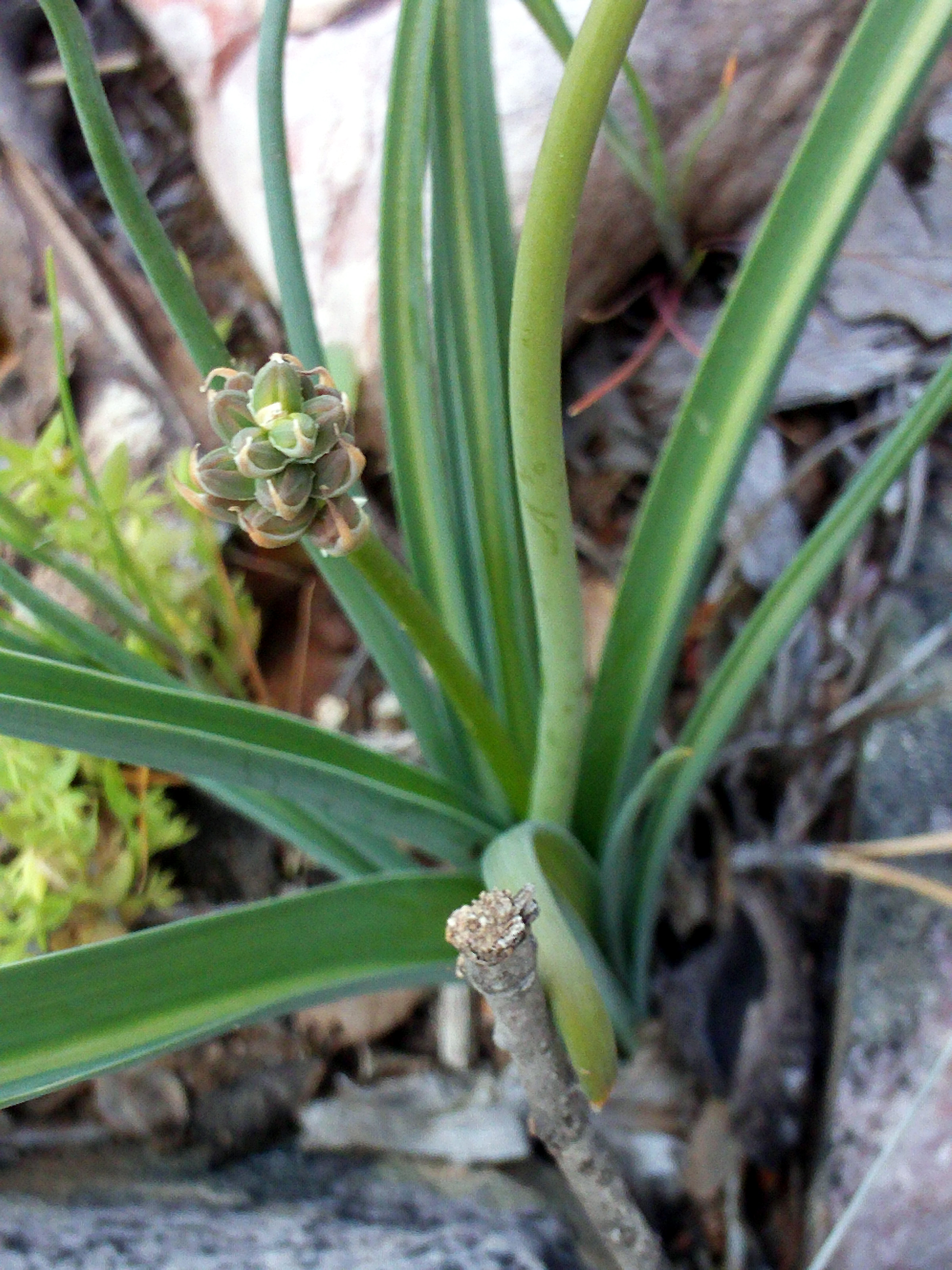
Habitus und Laubblätter des Schweifblatt (Dipcadi serotinum)

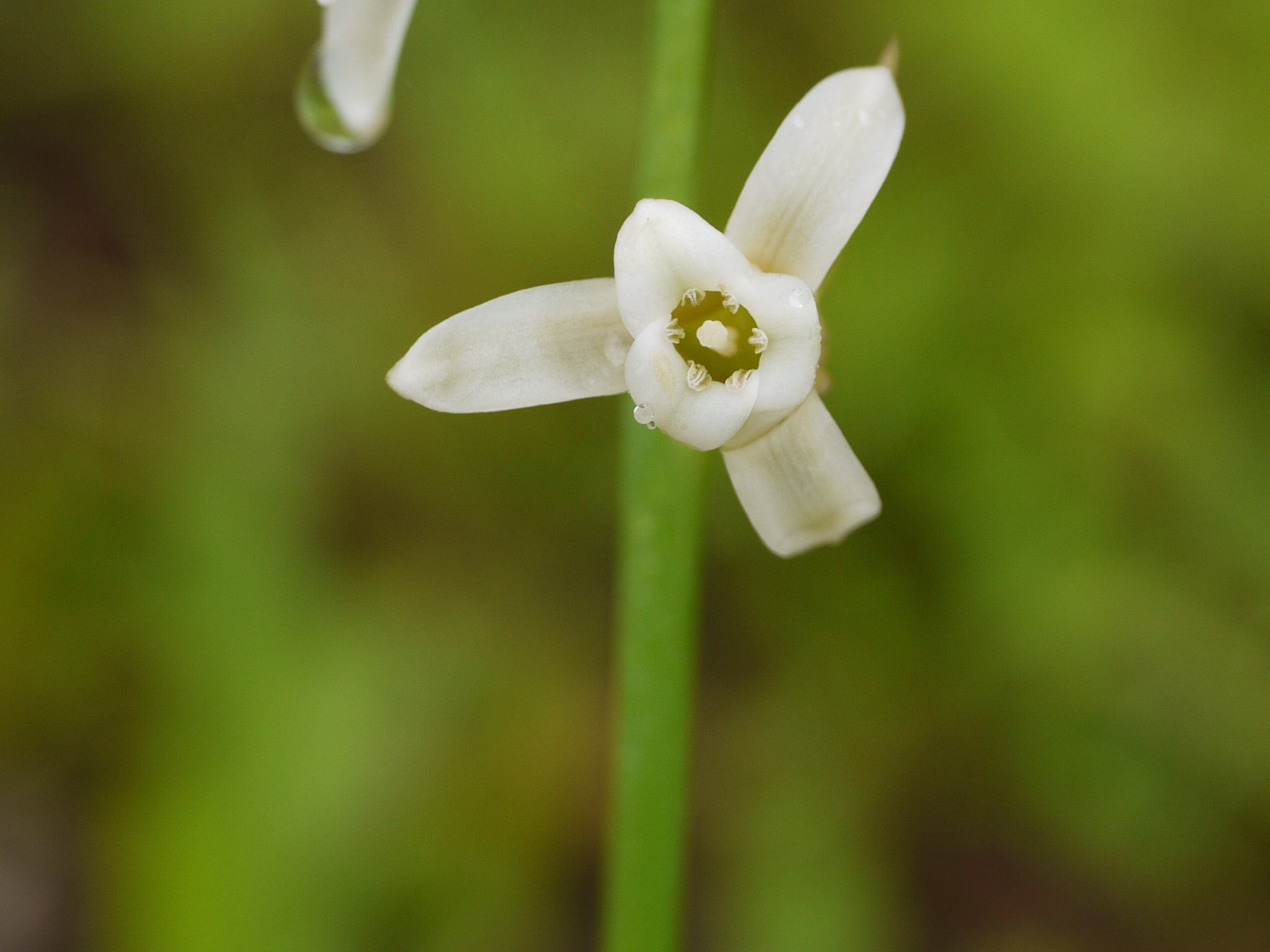
Dreizählige Blüte von Dipcadi ursulae

Die Gattung Dipcadi ist in Südeuropa, auf der Arabischen Halbinsel, im tropischen bis südlichen Afrika, auf Madagaskar und im südlichen Indien verbreitet.
Die Gattung Dipcadi wurde 1790 durch Friedrich Kasimir Medikus in Historia et Commentationes Academiae Electoralis Scientiarum et Elegantiorum Literarum Theodoro-Palatinae, Band 6, S. 431 aufgestellt. Der botanische Name der Gattung leitet sich vermutlich vom ursprünglich orientalischen Namen für Arten ab, die heute in die Gattung Traubenhyazinthen (Muscari) eingeordnet werden. Synonyme für Dipcadi Medik. sind Zuccangnia Thunb. (1798, nom. rej. ICBN-Artikel 56.1), Uropetalon Burch. ex Ker Gawl. (1816, nom. superfl. ICBN-Artikel 61.1), Polemannia P.J.Bergius ex Schltdl. (1826), Baeoterpe Salisb. (1866) und Tricharis Salisb. (1866).
Die Gattung Dipcadi gehört zur Tribus Ornithogaleae in der Unterfamilie Scilloideae innerhalb der Familie Asparagaceae. Sie wurde in die Familien Hyacinthaceae sowie Liliaceae gestellt.
Die Gattung Dipcadi umfasst etwa 41 Arten:
- Dipcadi bakerianum Bolus: Sie ist im südlichen Afrika bis zu den südafrikanischen Provinzen Free State, Nordkap sowie North West[3] verbreitet.
- Dipcadi balfourii Baker: Es ist ein Endemit auf Sokotra.
- Dipcadi biflorum Ghaz.: Sie ist auf der südöstlichen Arabischen Halbinsel und im westlichen Teil Sokotras beheimatet.
- Dipcadi brevifolium (Thunb.) Fourc.: Sie ist in Namibia sowie in den südafrikanischen Provinzen Nord- und Ostkap[3] und von Mosambik bis Madagaskar verbreitet.
- Dipcadi ciliare (Eckl. & Zeyh. ex Harv.) Baker: Sie ist im südlichen Afrika verbreitet.
- Dipcadi ×clarkeanum Schinz: Diese Naturhybride aus Dipcadi bakerianum × Dipcadi glaucum kommt in Namibia vor.
- Dipcadi concanense (Dalzell) Baker: Dieser Endemit kommt nur im westlichen indischen Bundesstaat Maharashtra vor.
- Dipcadi cowanii (Ridl.) H.Perrier: Dieser Endemit kommt nur im zentralen Madagaskar vor.
- Dipcadi crispum Baker: Sie kommt nur in Namibia und Südafrika vor.
- Dipcadi dekindtianum Engl.: Sie kommt nur in Angola vor.
- Dipcadi erythraeum Webb & Berthel.: Sie kommt von Ägypten bis Pakistan und Indien vor.
- Dipcadi fesoghlense (Solms) Baker: Sie kommt nur im Sudan vor.
- Dipcadi garuense Engl. & K.Krause: Sie kommt nur in Kamerun vor.
- Dipcadi glaucum (Burch. ex Ker Gawl.) Baker: Sie kommt im südlichen Afrika vor.
- Dipcadi goaense Prabhug., U.S.Yadav & Janarth.: Sie wurde 2010 erstbeschrieben und wurde bisher nur im Bundesstaat Goa im westlichen Indien gefunden.[4]
- Dipcadi gracillimum Baker: Sie kommt von Tansania bis ins südliche Afrika vor.
- Dipcadi guichardii A.R.Sm.: Sie kommt nur auf Sokotra vor.
- Dipcadi heterocuspe Baker: Sie kommt nur in Madagaskar vor.
- Dipcadi krishnadevarayae B.R.P.Rao: Die wurde 2016 erstbeschrieben und wurde bisher nur im indischen Bundesstaat Andhra Pradesh gefunden.[4]
- Dipcadi kuriensis A.G.Mill.: Sie kommt nur auf Sokotra vor.
- Dipcadi ledermannii Engl. & K.Krause: Sie kommt nur in Kamerun vor.
- Dipcadi longifolium (Lindl.) Baker: Sie kommt vom tropischen bis ins südliche Afrika vor.
- Dipcadi maharashtrense Deb & S.Dasgupta: Sie kommt nur im indischen Bundesstaat Maharashtra vor.
- Dipcadi marlothii Engl.: Sie kommt vom östlichen Äthiopien bis ins südliche Afrika vor.
- Dipcadi mechowii Engl.: Sie ist im tropischen Afrika verbreitet.
- Dipcadi minor Hook.f.: Dieser Endemit kommt nur im Pune-Distrikt im Bundesstaat Maharashtra in Indien vor.
- Dipcadi montanum (Dalzell) Baker: Sie kommt vom westlichen Himalaja bis Indien und Sri Lanka vor; mit den Varietäten:
  - Dipcadi montanum var. montanum
  - Dipcadi montanum var. madrasicum (E.Barnes & C.E.C.Fisch.) Deb & S.Dasgupta: Sie kommt nur im südlichen Indien vor.
- Dipcadi ndelleense A.Chev.: Sie kommt nur in der Zentralafrikanischen Republik vor.
- Dipcadi oxylobum Welw. ex Baker: Sie kommt nur in Angola vor.
- Dipcadi panousei Sauvage & Veilex: Sie kommt nur in Marokko vor.
- Dipcadi papillatum Oberm.: Sie kommt nur vom südlichen tropischen Afrika bis ins südliche Afrika vor.
- Dipcadi platyphyllum Baker: Sie kommt nur vom südlichen tropischen Afrika bis ins südliche Afrika vor.
- Dipcadi reidii Deb & S.Dasgupta: Dieser Endemit kommt nur im Kali Valley im indischen Bundesstaat Uttarakhand vor.
- Dipcadi rigidifolium Baker: Sie kommt von Simbabwe bis Südafrika vor.
- Dipcadi saxorum Blatt.: Dieser Endemit kommt nur bei Borivali (Distrikt Mumbai) im Bundesstaat Maharashtra in Indien vor.
- Schweifblatt (Dipcadi serotinum (L.) Medik.): Es kommt von den Kanaren bis zur Arabischen Halbinsel und vom Himalaja bis Indien vor; mit den Varietäten:
  - Dipcadi serotinum var. serotinum: Sie ist vom Mittelmeerraum bis zur Arabischen Halbinsel und vom Himalaja bis Indien verbreitet.
  - Dipcadi serotinum var. fulvum (Cav.) Ball: Sie kommt nur auf den Kanaren und im westlichen Mittelmeerraum vor.
- Dipcadi susianum (Nábelek) Wendelbo: Sie kommt nur vom Irak bis zum südwestlichen Iran vor.
- Dipcadi thollonianum Hua: Sie kommt nur in der Zentralafrikanischen Republik vor.
- Dipcadi turkestanicum Vved.: Sie kommt in Tadschikistan und Usbekistan vor.
- Dipcadi ursulae Blatt.: sie kommt im westlichen Indien vor; mit den Varietäten:
  - Dipcadi ursulae var. ursulae
  - Dipcadi ursulae var. longiracemosum Deb & S.Dasgupta
- Dipcadi vaginatum Baker: Sie kommt von Tansania bis ins südliche Afrika vor.
- Dipcadi viride (L.) Moench: Sie kommt vom tropischen bis ins südliche Afrika und auf der Arabischen Halbinsel vor.
- Dipcadi welwitschii (Baker) Baker: Sie kommt nur in Angola vor.

## Nachweise